# Ticino Musica Festival
Ticino Musica Festival è un festival internazionale di musica classica che si svolge ogni anno dal 18 al 31 luglio in Ticino, nel sud della Svizzera. Comprende masterclass, l'opera studio internazionale "Silvio Varviso", concerti e altri eventi.

## Storia
Fondato nel 1979 da Janos Meszaros, le sue prime edizioni si tennero ad Assisi e poi a Riva del Garda, finché nel 1997 il festival si spostò definitivamente in Ticino, dove raggiunse le sue dimensioni attuali.
Vi hanno partecipato numerosi solisti internazioni, tra cui Karl Leister, Hilde Zadek, Paul Badura-Skoda, Franco Gulli, Johannes Goritzki, Bruno Mezzena, Sabine Meyer, Gabor Meszaros, Luciana Serra, Homero Francesch, Fiorenza Cedolins, Adrian Oetiker, Rex Martin, Ian Bousfield, Bo Nilsson, Sharon Kam, Stefan Schulz, Ingo Goritzki, Maurice Bourgue, Giovanni Gnocchi, Frank Lloyd, Oxana Yablonskaya, Magda Olivero, Ulrich Koella, Pablo Márquez, Christian Lampert, Fabrice Pierre, Erich Penzel, Irina Zingg, Michael Höltzel, Christian Dallmann, Froydis Ree Wekre, Branimir Slokar, Lorenzo Micheli e Jürgen von Stietencron.
Ticino Musica Festival presenta ogni anno nuovi talenti e ospita recital di vincitori dei concorsi internazionali ARD e Primavera di Praga.

## Opera studio internazionale "Silvio Varviso"
Dal 2004 Ticino Musica Festival integra nel suo programma l'opera studio internazionale dedicato al direttore d’orchestra "Silvio Varviso", con l’obiettivo di offrire ai giovani cantanti la possibilità di studiare e interpretare opere liriche scelte, mettendo alla prova le proprie capacità e il proprio talento, sotto la guida di personalità del settore.
Nel corso degli anni vi hanno partecipato registi, sceneggiatori e direttori provenienti da tutto il mondo, quali Umberto Finazzi, Paul Suter, Martin Markun, Laura Cosso, Marco Gandini, Claudio Cinelli, Stefanie C. Braun e Daniele Piscopo.
| Anno | Opera                     | Compositore             |
| ---- | ------------------------- | ----------------------- |
| 2004 | Il matrimonio segreto     | Domenico Cimarosa       |
| 2006 | La finta giardiniera      | Wolfgang Amadeus Mozart |
| 2007 | Il mondo della luna       | Joseph Haydn            |
| 2008 | Il signor Bruschino       | Gioachino Rossini       |
| 2011 | La scala di seta          | Gioachino Rossini       |
| 2012 | L'occasione fa il ladro   | Gioachino Rossini       |
| 2013 | La cambiale di matrimonio | Gioachino Rossini       |
| 2014 | Don Giovanni              | Wolfgang Amadeus Mozart |
| 2015 | Le nozze di Figaro        | Wolfgang Amadeus Mozart |
| 2016 | L'elisir d'amore          | Gaetano Donizetti       |
| 2017 | Così fan tutte            | Wolfgang Amadeus Mozart |
| 2018 | L'italiana in Algeri      | Gioachino Rossini       |
| 2019 | Don Pasquale              | Gaetano Donizetti       |
| 2021 | Il barbiere di Siviglia   | Gioacchino Rossini      |